# Ren Hang (fotografo)
Ren Hang (任航; 30 maggio 1987 – 24 febbraio 2017) è stato un fotografo e poeta cinese.
Durante la nascente carriera di Ren, l'artista era conosciuto soprattutto per i ritratti fotografici di nudo dei suoi amici. Il suo lavoro è  particolarmente significativo grazie alla sua personale rappresentazione della sessualità all'interno della società fortemente censurata cinese. Per il tono erotico delle sue opere, è stato arrestato più volte dalle autorità della Repubblica Popolare cinese.
Ren, durante la sua carriera, ha ricevuto il sostegno dell'artista cinese Ai Weiwei, che ha incluso i suoi lavori nella mostra del 2013 nei Paesi Bassi, Fuck Off 2 The Sequel. Ha curato inoltre una mostra del fotografo del 2014 a Parigi, Francia. "Queste immagini hanno un tono fresco, ma in esse emerge un senso di vuoto e superficialità. Contengono una profonda tristezza", ha commentato Ai Weiwei riguardo alle opere di Ren. Il carattere erotico, giocoso ed informale, eppure allo stesso tempo provocatorio, ha fatto guadagnare a Ren fama e riconoscimento in tutto il mondo.

## Giovinezza
Ren Hang è nato nel 1987, nella periferia di Changchun, provincia di Jilin, nel nord-est della Cina.
Nel 2007, per alleviare la noia che provava nello studiare pubblicità all'università, comprò una macchina fotografica iniziando a fotografare i suoi amici. Ha iniziato così come fotografo autodidatta, affermando come il suo stile fotografico iniziale fosse ispirato a quello dell'artista Shūji Terayama .

## Morte
Ren soffriva di depressione. Prima della sua morte ha pubblicato una serie di capitoli del suo diario intitolati "La mia depressione" sul suo blog, in cui ha descritto la paura, l'ansia e i conflitti interni che spesso viveva. Il 27 gennaio 2017, anche vigilia del capodanno cinese, Ren ha postato il suo ultimo Weibo, dicendo "ogni anno il mio desiderio è sempre lo stesso: morire prima". Ren è morto suicida il 24 febbraio 2017 a Pechino.

## Lavori

### Fotografia
Ren ha iniziato a fotografare i suoi coinquilini e amici nel 2007, fotografandoli nudi, vicini e in eccitazione. In un'intervista ha anche ammesso: "Di solito fotografo i miei amici, perché gli estranei mi rendono nervoso".
Ren non considerava le sue opere inappropriate: "Non vedo davvero il mio lavoro come un tabù, perché non penso tanto riguardo al contesto culturale o politico. Non spingo intenzionalmente limiti, faccio solo quello che faccio."  Ren non aveva un posto preferito in cui lavorare, in quanto credeva che ogni luogo fosse bello e degno di essere fotografato, inclusi studi, parchi, foreste o sommità di edifici. Le foto di Ren ritraggono nudi, solitari o di gruppo, di uomini e donne, spesso in posizioni contorte e particolari. Ad esempio non è inusuale trovare nei suoi lavori mani e cosce che si intrecciano, genitali che si mischiano a frutta e oggetti di uso comune, curve e parti del corpo che imitano catene montuose e dettagli naturali.
Mettendo in discussione lo scopo del suo lavoro, l'artista ha affermato che le sue opere erano un modo per divertirsi come fotografo e divertire il fotografato. Tuttavia, una volta raggiunta la fama a livello internazionale, iniziò a riflettere profondamente sul suo lavoro. Il British Journal of Photography lo ha citato una volta dicendo: "Non voglio che gli altri abbiano l'impressione che i cinesi siano dei robot. . . Oppure hanno genitali sessuali ma li conservano sempre come dei tesori segreti. Voglio dire che i nostri cazzi e le nostre fighe non sono affatto imbarazzanti". Ren si è anche concentrato sulle persone emarginate nella società cinese con disforia di genere non facendo prevalere la propria attenzione sul sesso e genere nei suoi lavori. Ha negato di avere preferenze su questo tema per i modelli da lui scelti: "Il genere... conta solo per me quando faccio sesso". La rivista trimestrale internazionale di fotografia Aperture ha utilizzato la sua foto come copertina per il tema "Queer". Riguardo al suo lavoro Ren ha spiegato "Non cerco di far passare un messaggio, non do nomi ai miei lavori, non esco con loro. Non voglio connettere a loro alcuna definizione. Non mi piace spiegare le mie foto o il mio lavoro nel suo complesso".
Una sua celebre opera è "My Mum". Sebbene l'atmosfera rimandi comunque ad una velata sessualità, posando con i soliti oggetti di scena nelle opere dell'artista, come animali e piante, la madre di Ren ha posato come modella vestita, in modo spensierato come rappresentazione della sua vita quotidiana. Le fotografie di Ren sono state incluse nelle riviste L'Officiel , GQ Style e Vice . Ha lavorato con le aziende di moda Gucci, Rick Owens e Loewe . Il lavoro di Ren è incluso nella rivista Boys Don't Cry di Frank Ocean .
Ren ha anche sviluppato una raccolta di foto personali intitolata I Hate My Past and I Don't Want to Know My Future che comprendeva i ritratti di ogni persona che incontrava, oltre a ornamenti come preservativi usati, capelli, bozzetti per ogni foto.

### Poesia
Ren ha pubblicato la sua prima raccolta tradotta in inglese delle sue poesie nel gennaio 2017 da BHKM, New York, che conteneva in modo selettivo le sue poesie dal 2007 al 2016 intitolate Word or two, e una raccolta di poesie in cinese di Neurasthenia, Taiwan, che conteneva le sue poesie dal 2007 al 2013 denominata Raccolta di poesie di Renhang . Queste poesie riguardano principalmente la sua visione di amore ideale e della vita con chi si ama, nonché la paura e la solitudine quando quest'ultimi vengono persi. La sua poesia erotica comprende solitamente una serie di versi brevi, dal tono ironico, sensuale e oscuro. Qui un estratto della sua poesia Love, del 2016:
Love
I miei baci si uniscono compatti come una linea, come il serpente che nuota intorno a ogni aspro scoglio sul tuo corpo tremante, poi tu ti trasformi nel serpente, io mi trasformo nello scoglio, e ci trasformiamo in serpenti, intrecciandoci insieme, ci trasformiamo in scogli, colpendo l'un l'altro.

 Dentro la camera da letto colma delle nostre impronte digitali, impronte digitali che continuano ad ingrandirsi, si trasformano in anelli di crescita, si trasformano in labirinti. Siamo perduti nel mondo intero.
Ren Hang ha anche raccontato la sua identità omosessuale e le sue esperienze personali nella sua raccolta di poesie pubblicata nel 2016 dalla casa editrice indipendente EDITIONS BESSARD.

Nel corso della sua vita, ha combattuto una lunga battaglia contro la depressione, un'esperienza che spesso documentava sul suo sito web sotto una la voce La mia depressione . Qui ha registrato, a volte sotto forma di poesia, le sue lotte interiori, comprese le frequenti allucinazioni visive e vocali a cui era sottoposto. In una poesia, ha scritto:
Regalo
La vita è davvero un regalo prezioso,
ma penso spesso,

 è stato dato alla persona sbagliata 

## Stile e controversie
Ren Hang è stato fortemente influenzato dall'arte contemporanea cinese e asiatica, in particolare dal fotografo e artista contemporaneo giapponese Nobuyoshi Araki, così come dal poeta, regista e fotografo giapponese Shuji Terayama .

## Film
- I've got a Little Problem (2017) – documentario diretto da Ximing Zhang, 44 min [20]

## Pubblicazioni
- Ren Hang 2009–2011. Cina: autopubblicazione, 2011.
- Room. Cina: autopubblicazione, 2011.
- Nude. Cina: autopubblicazione, 2012. Edizione di 500 copie.
- Repubblic. Norvegia: Éditions du LIC, 2012.
- Raccolta di poesie di Renhang. Taiwan: nevrastenia, 2013.
- My depression. Cina: autopubblicazione, 2013.
- Son and bitch. Taiwan: nevrastenia, 2013.
- La luce più intensa corre troppo veloce. Francia: Edizioni Bessard, 2013.
- Physical borderline. Cina: Galleria ThreeShadows +3, 2014.
- Food issue. Cina: Same studio, 2015.
- 野生 = Wild . Germania, Die Nacht, 2015. Edizione di 600 copie. Una raccolta di poster non rilegati "pubblicata in concomitanza con la mostra Ren Hang / 野生 alla Galleria OstLicht, Vienna", 2015.[21]
- New Love新欢. USA: Sessione 6, Session Press, 2015.
- 上海游客Shanghai Visitatori. Cina: autopubblicazione, 2015.
- 海鲜派对Seafood Party. Cina: autopubblicazione, 2015.
- 一月Gennaio. Cina: autopubblicazione, 2016.
- 二月Febbraio. Cina: autopubblicazione, 2016.
- Athens Love 雅典的爱. USA: Sessione 8, Session Press, 2016.
- Word or two 只言片語. USA: BHKM, 2017.
- BAO . Svezia: Totem Collective in collaborazione con Ren Hang, pubblicato postumo, 5. marzo 2017,[22][23][24][25]

## Mostre personali
- In Addition to Sleep, Fotogallerie vaslisouza, Oslo, 2014 [26]
- Hide di Ren Hang, MOST 2414 e MOST Gallery, Fabbrica di salsa di soia, Bangkok, 2014/15 [27]
- In Addition to Sleep, Copenhagen Photo Festival, Copenhagen, Denmark, a cura di Fotogallerie vaslisouza, 2014 [28]
- The Wild, OstLicht [ de ], Vienna, Austria, 2015 [29]
- Ren Hang, 2014, Gallery Capricious 88, 88 Eldridge Street, 5th FL, New York, USA, 6 marzo – 5 aprile 2015 [30][30][31][32]
- Athens Love, Klein Sun Gallery, New York, 2015 [33]
- Naked/Nude, Foam Fotografiemuseum Amsterdam, Amsterdam, 2017 [34]
- Human Love, Fotografiska, Stoccolma, Svezia, 2017 [35]
- Ren Hang, postumo, Museum der bildenden Künste, Lipsia, Germania, coop. w. OstLicht, Vienna, 2017/18 [36]
- Love, Ren Hang, postumo, Maison Européenne de la Photographie, Parigi, 2019;[37] C/O Berlin, Berlino, 2019/20 [38]
- Ren Hang. Nudi , postumo, Centro per l'arte contemporanea Luigi Pecci, Prato, Italia, 2020 [39]

## Premi
- 2010: Terzo Premio Terna Arte Contemporanea, Italia
- 2016: Outset|Unseen Exhibition Fund [40]